# Las Vegas Motor Speedway

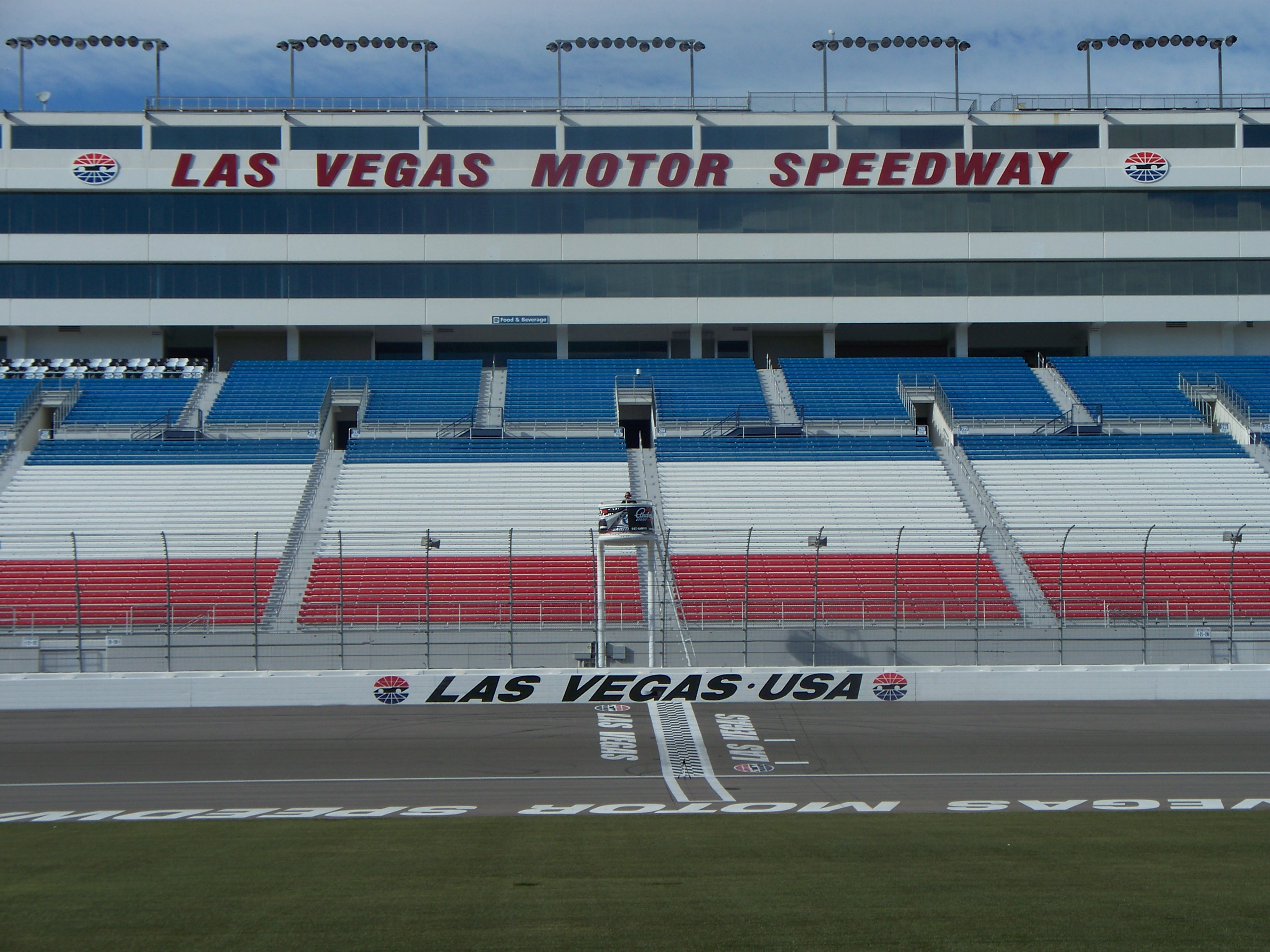
Línea de meta y tribuna principal de Las Vegas Motor Speedway.

Las Vegas Motor Speedway es un autódromo propiedad de Speedway Motorsports y situado unos 20 km al este de la ciudad de Las Vegas, Nevada, Estados Unidos. Se comenzó a construir en 1995 y se inauguró en 1996. Las instalaciones incluyen un óvalo de 1,5 millas (2400 metros) de extensión, un segundo óvalo asfaltado de 0,375 millas (600 metros), un óvalo de arcilla de 0,5 millas (800 metros), y una picódromo de cuarto de milla para pruebas de arrancones. El peralte de las curvas del óvalo grande era originalmente de 12 grados, pero en 2006 se incrementó 20 grados, pasando a ser de los más peraltados entre los óvalos medianos.

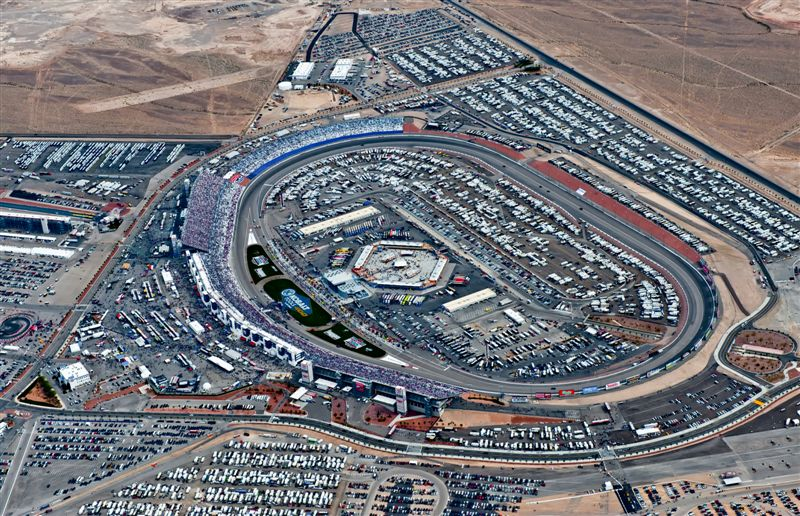
Vista aérea del óvalo.

A principios de marzo, el óvalo principal se usa para una carrera de 400 millas (640 km) de la NASCAR Cup Series (desde 1998) y una carrera de 300 millas (480 km) de la NASCAR Xfinity Series (desde 1997) y la NASCAR Truck Series (desde 2018). A partir de 2018, la Copa NASCAR y la NASCAR Xfinity Series disputan una segunda fecha en Las Vegas en septiembre, con carreras de 400 y 300 millas, respectivamente. En tanto la Truck Series acompaña como carrera telonera, pero ya habían visitado Las Vegas en septiembre desde 1997, salvo en 2000. A los ganadores de la carrera de la Copa NASCAR se los premia con un cinturón de campeón, en referencia al prestigio de Las vegas como sede de luchas de boxeo.
La IndyCar Series corrió en el óvalo de Las Vegas entre los años 1996 y 2000 y luego desde 2011, en tanto que la Champ Car lo hizo en 2004 y 2005. El Campeonato IMSA GT, la American Le Mans Series, y el D1 Grand Prix también disputaron competiciones en Las Vegas, aunque en circuitos mixtos. Por su parte, la National Hot Rod Association disputa anualmente dos fechas del campeonato nacional en Las Vegas.

## Accidentes mortales
El IZOD IndyCar World Championship, nombre de la última prueba de la temporada 2011 de la IndyCar Series, celebrada en Las Vegas, tuvo como elemento extra un premio de US$ 5 millones a dividir entre un fanático sorteado y el piloto británico Dan Wheldon. La idea original era convocar a hasta cinco pilotos de otros torneos para exhibir la competitividad de los pilotos de la categoría. Pero de los tres candidatos aceptados por las autoridades para el premio: Casey Mears, Travis Pastrana y Alessandro Zanardi-, ninguno consiguió que un equipo le hiciera lugar. Por esa razón se optó por Wheldon, el campeón de la serie en 2005 y ganador de las 500 millas de Indianápolis de 2005 y 2011, quien no tenía butaca desde su triunfo en mayo.
La carrera fue abortada en la vuelta 14 debido al choque de 15 automóviles de 34 participantes en la vuelta 11. Wheldon, que corría con el equipo Sam Schmidt Motorsports, falleció por contusiones cerebrales una hora después del incidente. Por tal motivo, y para mostrar respetos con la familia del piloto, se decidió cancelar la prueba, por lo cual no se declararía ganador de la prueba.

## Ganadores

### NASCAR
| Año  | Cup Series (marzo) | Cup Series (marzo) | Cup Series (septiembre) | Cup Series (septiembre) | Xfinity Series (marzo) | Xfinity Series (septiembre) | Truck Series (marzo) | Truck Series (septiembre) |
| Año  | Piloto             | Marca              | Piloto                  | Marca                   | Piloto                 | Piloto                      | Piloto               | Piloto                    |
| ---- | ------------------ | ------------------ | ----------------------- | ----------------------- | ---------------------- | --------------------------- | -------------------- | ------------------------- |
| 1996 | -                  | -                  | -                       | -                       | -                      | -                           | -                    | Jack Sprague              |
| 1997 | -                  | -                  | -                       |                         | Jeff Green             | -                           | -                    | Joe Ruttman               |
| 1998 | Mark Martin        | Ford               | -                       | -                       | Jimmy Spencer          | -                           | -                    | Jack Sprague              |
| 1999 | Jeff Burton        | Ford               | -                       | -                       | Mark Martin            | -                           | -                    | Greg Biffle               |
| 2000 | Jeff Burton        | Ford               | -                       | -                       | Jeff Burton            | -                           | -                    | -                         |
| 2001 | Jeff Gordon        | Chevrolet          | -                       | -                       | Todd Bodine            | -                           | -                    | Ted Musgrave              |
| 2002 | Sterling Marlin    | Dodge              | -                       | -                       | Jeff Burton            | -                           | -                    | David Starr               |
| 2003 | Matt Kenseth       | Ford               | -                       | -                       | Joe Nemechek           | -                           | -                    | Brendan Gaughan           |
| 2004 | Matt Kenseth       | Ford               | -                       | -                       | Kevin Harvick          | -                           | -                    | Shane Hmiel               |
| 2005 | Jimmie Johnson     | Chevrolet          | -                       | -                       | Mark Martin            | -                           | -                    | Todd Bodine               |
| 2006 | Jimmie Johnson     | Chevrolet          | -                       | -                       | Kasey Kahne            | -                           | -                    | Mike Skinner              |
| 2007 | Jimmie Johnson     | Chevrolet          | -                       | -                       | Jeff Burton            | -                           | -                    | Travis Kvapil             |
| 2008 | Carl Edwards       | Ford               | -                       | -                       | Mark Martin            | -                           | -                    | Mike Skinner              |
| 2009 | Kyle Busch         | Toyota             | -                       | -                       | Greg Biffle            | -                           | -                    | Johnny Sauter             |
| 2010 | Jimmie Johnson     | Chevrolet          | -                       | -                       | Kevin Harvick          | -                           | -                    | Austin Dillon             |
| 2011 | Carl Edwards       | Ford               | -                       | -                       | Mark Martin            | -                           | -                    | Ron Hornaday Jr.          |
| 2012 | Tony Stewart       | Chevrolet          | -                       | -                       | Ricky Stenhouse Jr.    | -                           | -                    | Nelson Piquet Jr.         |
| 2013 | Matt Kenseth       | Toyota             | -                       | -                       | Sam Hornish Jr.        | -                           | -                    | Timothy Peters            |
| 2014 | Brad Keselowski    | Ford               | -                       | -                       | Brad Keselowski        | -                           | -                    | Erik Jones                |
| 2015 | Kevin Harvick      | Chevrolet          | -                       | -                       | Austin Dillon          | -                           | -                    | John Wes Townley          |
| 2016 | Brad Keselowski    | Ford               | -                       | -                       | Kyle Busch             | -                           | -                    | Tyler Reddick             |
| 2017 | Martin Truex Jr.   | Toyota             | -                       | -                       | Joey Logano            | -                           | -                    | Ben Rhodes                |
| 2018 | Kevin Harvick      | Ford               | Brad Keselowski         | Ford                    | Kyle Larson            | Ross Chastain               | Kyle Busch           | Grant Enfinger            |
| 2019 | Joey Logano        | Ford               | Martin Truex Jr.        | Toyota                  | Kyle Busch             | Tyler Reddick               | Kyle Busch           | Austin Hill               |
| 2020 | Joey Logano        | Ford               | Kurt Busch              | Chevrolet               | Chase Briscoe          | -                           | Kyle Busch           | -                         |
| 2021 |                    |                    |                         |                         |                        |                             |                      |                           |

### Monoplazas
| Año       | Piloto             | Automóvil             | Equipo      | Piloto         |
| IndyCar   | IndyCar            | IndyCar               | IndyCar     | IndyCar        |
| --------- | ------------------ | --------------------- | ----------- | -------------- |
| 1996      | Richie Hearn       | Reynard Ford-Cosworth | Della Penna | -              |
| 1997      | Eliseo Salazar     | Dallara Oldsmobile    | Scandia     | -              |
| 1998      | Arie Luyendyk      | G-Force Oldsmobile    | Treadway    | -              |
| 1999      | Sam Schmidt        | G-Force Oldsmobile    | Treadway    | -              |
| 2000      | Al Unser Jr.       | G-Force Oldsmobile    | Galles      | -              |
| Champ Car |                    |                       |             |                |
| 2004      | Sébastien Bourdais | Lola Ford-Cosworth    | Newman/Haas | -              |
| 2005      | Sébastien Bourdais | Lola Ford-Cosworth    | Newman/Haas | -              |
| IndyCar   | IndyCar            | IndyCar               | IndyCar     | Indy Lights    |
| 2011      | Cancelada          | Cancelada             | Cancelada   | Victor Carbone |

### Campeonato IMSA GT / American Le Mans Series
| Año  | Pilotos                        | Automóvil          | Equipo                   |
| ---- | ------------------------------ | ------------------ | ------------------------ |
| 1997 | John Paul Jr. Butch Leitzinger | Riley & Scott Ford | Dyson                    |
| 1998 | Wayne Taylor Eric van de Poele | Ferrari 333 SP     | Doyle-Risi               |
| 1999 | Jyrki Järvilehto Steve Soper   | BMW V12 LMR        | BMW Motorsport           |
| 2000 | Emanuele Pirro Frank Biela     | Audi R8 LMP        | Audi Sport North America |

## Récords de vuelta
- Copa NASCAR: Jeff Gordon, 27.738 sec. (194.679 mph), 2015
- NASCAR Xfinity Series: Brad Keselowski, 29.122 sec. (185.427 mph), 2010
- NASCAR Truck Series: Mike Skinner, 30,326 s, 178.065 mph (286,507 km/h), 2006
- IndyCar Series: Arie Luyendyk, 226,491 mph (364,424 km/h), 1996
- Champ Car: Patrick Carpentier, 206,186 mph (331,753 km/h), 2004